# Scutellaria novae-zelandiae
Scutellaria novae-zelandiae là một loài thực vật có hoa trong họ Hoa môi. Loài này được Hook.f. miêu tả khoa học đầu tiên năm 1855.